# Kazimierz Majewski (archeolog)

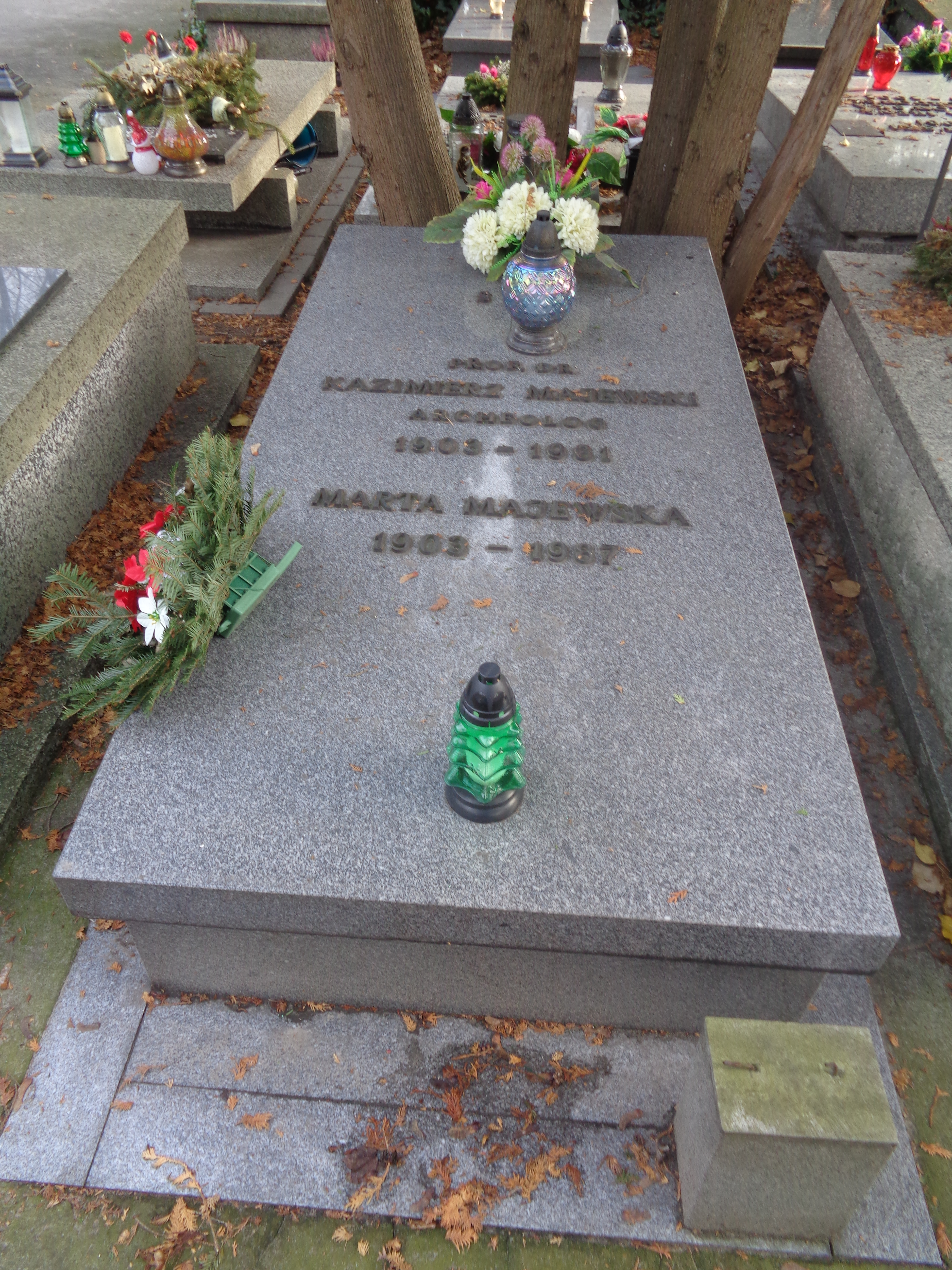
Grób Kazimierza Majewskiego na cmentarzu Wojskowym na Powązkach

Kazimierz Władysław Majewski (ur. 25 marca 1903 w Brzeżanach, zm. 27 lipca 1981 w Warszawie) – polski historyk i archeolog, specjalizujący się w problematyce starożytnej Grecji i Rzymu. 

## Życiorys
Urodził się 25 marca 1903 w Brzeżanach, w rodzinie Kazimierza i Teresy z Piotrowskich. Ukończył gimnazjum w Brzeżanach. W roku akademickim 1922/23 studiował polonistykę na Uniwersytecie Jana Kazimierza we Lwowie. Następny rok spędził w więzieniu, podejrzany o przynależność do Komunistycznej Partii Zachodniej Ukrainy. Po uwolnieniu wznowił studia, tym razem na historii. Absolwent archeologii UJK we Lwowie (1927). Doktorat w 1929, habilitacja w 1935. Studia uzupełniał m.in. w Berlinie, Rzymie i Atenach. Od 1928 asystent UJK, w październiku 1936 otrzymał prawo veniam legendi z zakresu archeologii klasycznej na Wydziale Humanistycznym UJK. Był członkiem Towarzystwa Naukowego we Lwowie, członkiem zarządu Polskiego Towarzystwa Filologicznego i Lwowskiego Towarzystwa Prehistorycznego. 
W latach 1939–1941 kierownik katedry historii starożytnej na Uniwersytecie im. Iwana Franki we Lwowie. 
W połowie lipca 1945 był delegatem Ministerstwa Kultury i Sztuki w zakresie ochrony zabytków muzealnych na Dolnym Śląsku. W latach 1945–1951 profesor na Uniwersytecie Wrocławskim, od 1951 na Uniwersytecie Warszawskim. Był redaktorem naczelnym pisma „Archaeologia Polona”. Z jego inicjatywy zostało na początku 1946 powołane do życia Polskie Towarzystwo Archeologiczne, w tym też Towarzystwie wybrano Majewskiego sekretarzem generalnym i redaktorem rocznika „Archeologia” oraz serii wydawniczej „Biblioteka Archeologiczna”. Był dyrektorem i organizatorem w 1954 Instytutu Historii Kultury Materialnej Polskiej Akademii Nauk. Od 1952 był członkiem korespondentem, zaś od 1966 członkiem rzeczywistym Polskiej Akademii Nauk. 
Zmarł w Warszawie, pochowany na cmentarzu Wojskowym na Powązkach (kwatera C37-3-2).

## Ordery i odznaczenia
- Order Sztandaru Pracy I klasy
- Krzyż Komandorski Orderu Odrodzenia Polski
- Krzyż Oficerski Orderu Odrodzenia Polski (16 lipca 1954)[8]
- Krzyż Kawalerski Orderu Odrodzenia Polski (22 lipca 1951)[9]
- Złoty Krzyż Zasługi (14 października 1947)[10]
- Medal 10-lecia Polski Ludowej (14 stycznia 1955)[11]
- Order Cyryla i Metodego I klasy (Bułgaria)[12]

## Nagrody
- Państwowa Nagroda Naukowa II stopnia (zespołowa) w dziedzinie nauk humanistycznych za dotychczasowe wyniki badań wykopaliskowych i koncepcyjnych, dotyczących powstania Państwa Polskiego (29 lipca 1950)[13]